# Pere Heredero i Mayol
Pere Heredero i Mayol (Sant Andreu de Palomar, Barcelona, 20 d'agost del 1936) és un empresari i comerciant català. És el petit de sis germans. Els seus pares, Eduard i Carme, des de 1928 tiraven endavant el Petit Versailles com a negoci familiar, en el qual van col·laborar tots els germans. Després de la guerra civil i obligat pel nou règim, l'establiment va haver de castellanitzar el nom en «bar Versalles».
Durant els anys de la transició democràtica, la labor social que el Pere realitzava en el seu bar va arribar fins al punt que ell mateix pactava amb el sereno del barri els recorreguts del grup de joves que sortien a fer pintades contra la dictadura per tal que el sereno no se'ls trobés durant les rondes. Un altre bon exemple, i ja una tradició a Sant Andreu, és la celebració de «les avançades» com a festa de Cap d'Any anticipada perquè els amics que el dia 31 tenien compromisos familiars poguessin celebrar-ho junts. Fins a la seva jubilació, el Versalles ha estat l'exemple d'una manera molt especial d'entendre l'activitat comercial. El 2004 va rebre la Medalla d'Honor de Barcelona per la seva labor social al capdavant d'un local comercial que va convertir en referent d'un barri.
El traspàs del seu negoci quan es va jubilar el 2007 es va fer malament, i el Versalles va ser embargat amb risc de tancar definitivament el 2009. Després d'aquest temps negre, dos nous socis van reprendre el negoci i el 2015 el bar va poder celebrar el seu centennari i continua acollint els veïns del barri.
El seu personatge i el disseny del seu bar van inspirar —amb totes les llibertats del gènere— el personatge de Pere Peris de la sèrie El cor de la ciutat (2000-2009).